# Espigão d'Oeste
Espigão d'Oeste è un comune del Brasile nello Stato di Rondônia, parte della mesoregione del Leste Rondoniense e della microregione di Cacoal.